# Daring Mind
Daring Mind ist das zweite Studioalbum des Jihye Lee Orchestra. Die am 15. und 16. Januar 2020 entstandenen Aufnahmen erschienen am 26. März 2021 auf Motéma Music.

## Hintergrund
Jihye Lee hatte bereits 2017 das selbstproduzierte Album April mit ihrem zunächst in der Region Boston ansässigen Orchestra veröffentlicht. Das Folgealbum Daring Mind wurde von Darcy James Argue co-produziert und enthält neun Eigenkompositionen und Arrangements der Bandleaderin für eine 16-köpfige Bigband, zu der einige Solisten gehören, insbesondere der Trompeter Sean Jones.

## Titelliste
- Jihye Lee Orchestra: Daring Mind (Motéma Muaic)

1. Relentless Mind 6:18
2. Unshakable Mind 9:57
3. Suji 8:53
4. I Dare You 5:49
5. Revived Mind 6:44
6. Struggle Gives You Strength 5:57
7. Why Is That 5:50
8. Dissatisfied Mind 5:54
9. GB 9:24

Alle  Kompositionen stammen von  Jihye Lee.

## Rezeption

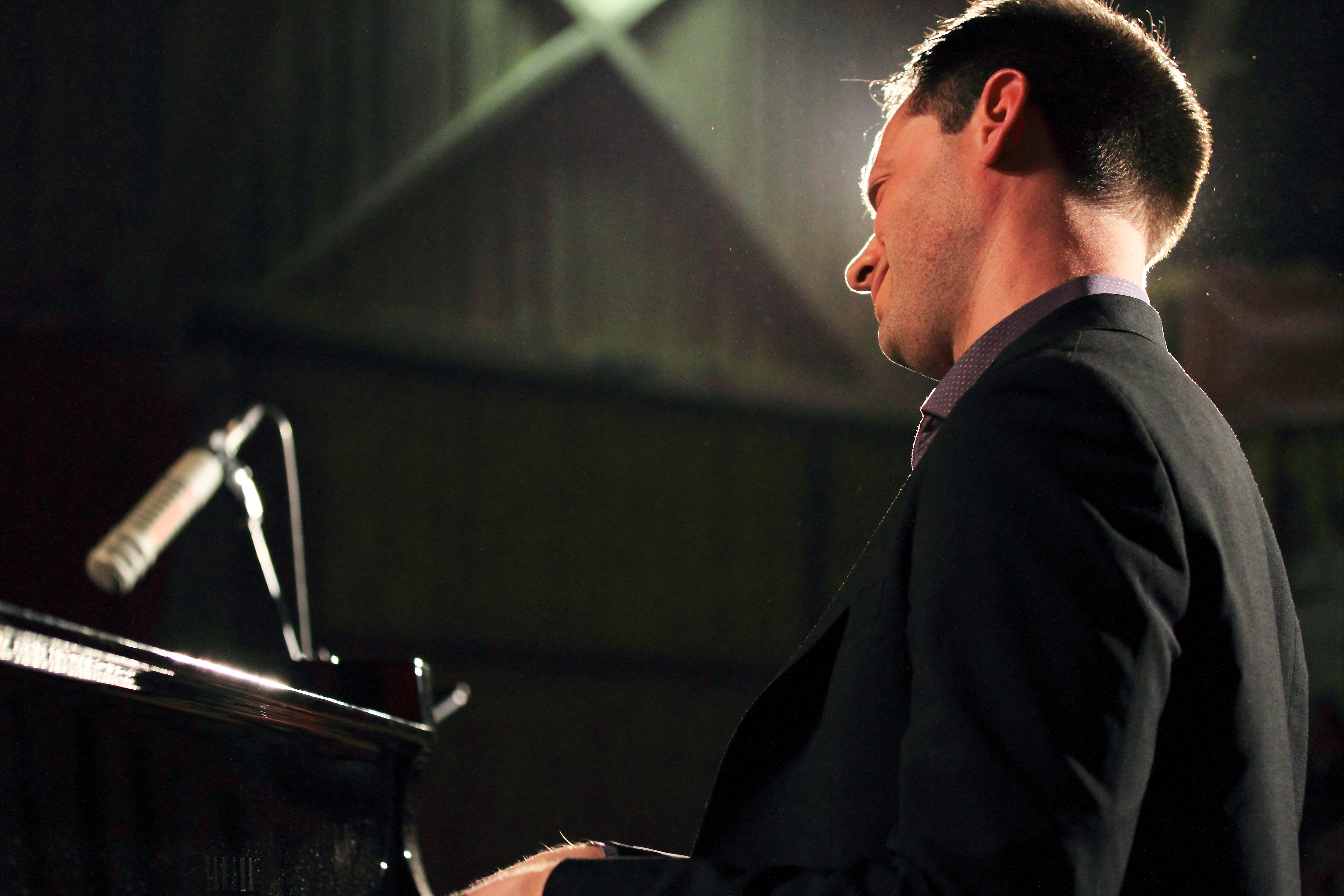
Adam Birnbaum mit dem Al Foster Quartet beim INNtöne Jazzfestival 2016

Phil Freeman schrieb in Stereogum, hinter den Kulissen habe sich Darcy James Argue zu einer der wichtigsten Figuren in einer bestimmten Nische des modernen Jazz entwickelt. In letzter Zeit habe er sich als Mentor für mehrere jüngere Künstler hervorgetan, mit dem Ehrgeiz und der Fähigkeit, große Ensembles zu komponieren und zu arrangieren; Jihye Lee sei eine davon. Insbesondere der Trompeter Sean Jones, der in „Struggle Gives You Strength“ zu hören ist, spiele als Solist durchweg wunderbar.
Nach Ansicht von Mike Jurkovic, der das Album in All About Jazz rezensierte, teste Lee die Formbarkeit ihrer Kompositionen auf Schritt und Tritt und zeige eine klare, aktive Vorstellungskraft. So sei Daring Mind ein triumphaler Nachfolger ihres selbst produzierten Debütalbums von 2017. Der Trompeter Sean Jones markiere sein Territorium mit einem schlanken, beschwörenden Ton, insbesondere auf „Struggle Gives You Strength“, einem von Duke Ellington beeinflussten Stück.